# 汶川大地震灾情
据中华人民共和国民政部报告，2008年9月18日，中华人民共和国汶川大地震已造成69227人遇難，374643人受傷，17824人失蹤。紧急转移安置1438.564万人，累计受灾人数4550.9241万人。截至2008年5月20日，地震共造成四川、甘肃、陕西和重庆四省市189个县市的供水设施受到不同程度损毁，1376万城镇居民饮水受到影响。四川重灾区尚有46个乡镇未通路。

## 簡表
| 汶川地震伤亡人数                                                              | 汶川地震伤亡人数 | 汶川地震伤亡人数 | 汶川地震伤亡人数 | 汶川地震伤亡人数 | 汶川地震伤亡人数 | 汶川地震伤亡人数 |
| ----------------------------------------------------------------------------- | ---------------- | ---------------- | ---------------- | ---------------- | ---------------- | ---------------- |
| 地区                                                                          | 地区             | 地区             | 地区             | 死亡数           | 失踪数           | 受伤数           |
| 四川省                                                                        | 绵阳市           | 北川县           | 北川县           | 15,646           | 4,392            | 26,916           |
| 四川省                                                                        | 绵阳市           | 安县             | 安县             | 4,016            | 0                | 13,476           |
| 四川省                                                                        | 绵阳市           | 平武县           | 平武县           | 3,104            | 3,551            | 32,145           |
| 四川省                                                                        | 绵阳市           | 江油市           | 江油市           | 394              | 43               | 10,006           |
| 四川省                                                                        | 绵阳市           | 总计：           | 总计：           | 21,964           | 9,274            | 166,735          |
| 四川省                                                                        | 阿坝州           | 汶川县           | 映秀镇           | 6,566            | 不详             | 不详             |
| 四川省                                                                        | 阿坝州           | 汶川县           | 漩口镇           | 1,069            | 不详             | 不详             |
| 四川省                                                                        | 阿坝州           | 汶川县           | 绵虒镇           | 2,016            | 不详             | 不详             |
| 四川省                                                                        | 阿坝州           | 汶川县           | 银杏乡           | 3,537            | 不详             | 不详             |
| 四川省                                                                        | 阿坝州           | 汶川县           | 总计：           | 15,941           | 7,595            | 34,583           |
| 四川省                                                                        | 阿坝州           | 茂县             | 茂县             | 4,016            | 0                | 8,183            |
| 四川省                                                                        | 阿坝州           | 理县             | 理县             | 110              | 13               | 1,642            |
| 四川省                                                                        | 阿坝州           | 金川县           | 金川县           | 39               | 28               | 28               |
| 四川省                                                                        | 阿坝州           | 松潘县           | 松潘县           | 25               | 12               | 22               |
| 四川省                                                                        | 阿坝州           | 小金县           | 小金县           | 24               | 14               | 22               |
| 四川省                                                                        | 阿坝州           | 黑水县           | 黑水县           | 15               | 1                | 77               |
| 四川省                                                                        | 阿坝州           | 红原县           | 红原县           | 9                | 不详             | 2                |
| 四川省                                                                        | 阿坝州           | 马尔康县         | 马尔康县         | 8                | 1                | 不详             |
| 四川省                                                                        | 阿坝州           | 若尔盖县         | 若尔盖县         | 8                | 不详             | 不详             |
| 四川省                                                                        | 阿坝州           | 九寨沟县         | 九寨沟县         | 7                | 2                | 34               |
| 四川省                                                                        | 阿坝州           | 壤塘县           | 壤塘县           | 5                | 不详             | 3                |
| 四川省                                                                        | 阿坝州           | 总计：           | 总计：           | 20,159           | 8,573            | 44,640           |
| 四川省                                                                        | 德阳市           | 绵竹市           | 绵竹市           | 11,117           | 251              | 37,209           |
| 四川省                                                                        | 德阳市           | 什邡市           | 什邡市           | 5,924            | 198              | 33,075           |
| 四川省                                                                        | 德阳市           | 中江县           | 中江县           | 24               | 不详             | 427              |
| 四川省                                                                        | 德阳市           | 总计：           | 总计：           | 17,139           | 460              | 73,972           |
| 四川省                                                                        | 广元市           | 青川县           | 青川县           | 4,697            | 124              | 15,453           |
| 四川省                                                                        | 广元市           | 总计：           | 总计：           | 4,846            | 28,241           | 126              |
| 四川省                                                                        | 成都市           | 都江堰市         | 都江堰市         | 3,091            | 192              | 10,560           |
| 四川省                                                                        | 成都市           | 彭州市           | 彭州市           | 952              | 147              | 5,775            |
| 四川省                                                                        | 成都市           | 总计：           | 总计：           | 4,306            | 393              | 26,413           |
| 四川省                                                                        | 南充市           | 南充市           | 南充市           | 33               | 0                | 7,632            |
| 四川省                                                                        | 雅安市           | 雅安市           | 雅安市           | 33               | 0                | 1,351            |
| 四川省                                                                        | 遂宁市           | 遂宁市           | 遂宁市           | 27               | 0                | 402              |
| 四川省                                                                        | 资阳市           | 资阳市           | 资阳市           | 24               | 0                | 633              |
| 四川省                                                                        | 眉山市           | 眉山市           | 眉山市           | 10               | 0                | 315              |
| 四川省                                                                        | 巴中市           | 巴中市           | 巴中市           | 13               | 0                | 258              |
| 四川省                                                                        | 甘孜州           | 甘孜州           | 甘孜州           | 9                | 0                | 23               |
| 四川省                                                                        | 乐山市           | 乐山市           | 乐山市           | 8                | 0                | 534              |
| 四川省                                                                        | 内江市           | 内江市           | 内江市           | 7                | 0                | 225              |
| 四川省                                                                        | 达州市           | 达州市           | 达州市           | 4                | 0                | 67               |
| 四川省                                                                        | 凉山州           | 凉山州           | 凉山州           | 3                | 0                | 不详             |
| 四川省                                                                        | 自贡市           | 自贡市           | 自贡市           | 2                | 0                | 87               |
| 四川省                                                                        | 广安市           | 广安市           | 广安市           | 1                | 0                | 44               |
| 四川省                                                                        | 泸州市           | 泸州市           | 泸州市           | 1                | 0                | 1                |
| 四川省                                                                        | 总计：           | 总计：           | 总计：           | 68,708           | 17,923           | 360,796          |
| 甘肃省                                                                        | 陇南市           | 陇南市           | 陇南市           | 275              | 不详             | 6,073            |
| 甘肃省                                                                        | 总计：           | 总计：           | 总计：           | 364              | 不详             | 7,560            |
| 陕西省                                                                        | 陕西省           | 陕西省           | 陕西省           | 121              | 不详             | 2,932            |
| 重庆市                                                                        | 梁平县           | 梁平县           | 梁平县           | 6                | 不详             | 不详             |
| 重庆市                                                                        | 巴南区           | 巴南区           | 巴南区           | 1                | 不详             | 不详             |
| 重庆市                                                                        | 江津区           | 江津区           | 江津区           | 1                | 不详             | 不详             |
| 重庆市                                                                        | 开县             | 开县             | 开县             | 1                | 不详             | 不详             |
| 重庆市                                                                        | 总计：           | 总计：           | 总计：           | 18               | 58               | 47               |
| 河南省                                                                        | 河南省           | 河南省           | 河南省           | 2                | 不详             | 7                |
| 云南省                                                                        | 昭通市           | 昭通市           | 昭通市           | 1                | 不详             | 9                |
| 云南省                                                                        | 总计：           | 总计：           | 总计：           | 1                | 不详             | 51               |
| 贵州省                                                                        | 贵州省           | 贵州省           | 贵州省           | 1                | 不详             | 15               |
| 湖北省                                                                        | 湖北省           | 湖北省           | 湖北省           | 1                | 不详             | 14               |
| 湖南省                                                                        | 湖南省           | 湖南省           | 湖南省           | 1                | 不详             | 不详             |
| 總計：                                                                        | 總計：           | 總計：           | 總計：           | 69,227           | 17,923           | 374,643          |
| 【注】本表汇集多个传媒在不同时间报道的数据， 总计数目不一定与各地区累加相符。 |                  |                  |                  |                  |                  |                  |

## 四川省

### 阿壩藏族羌族自治州

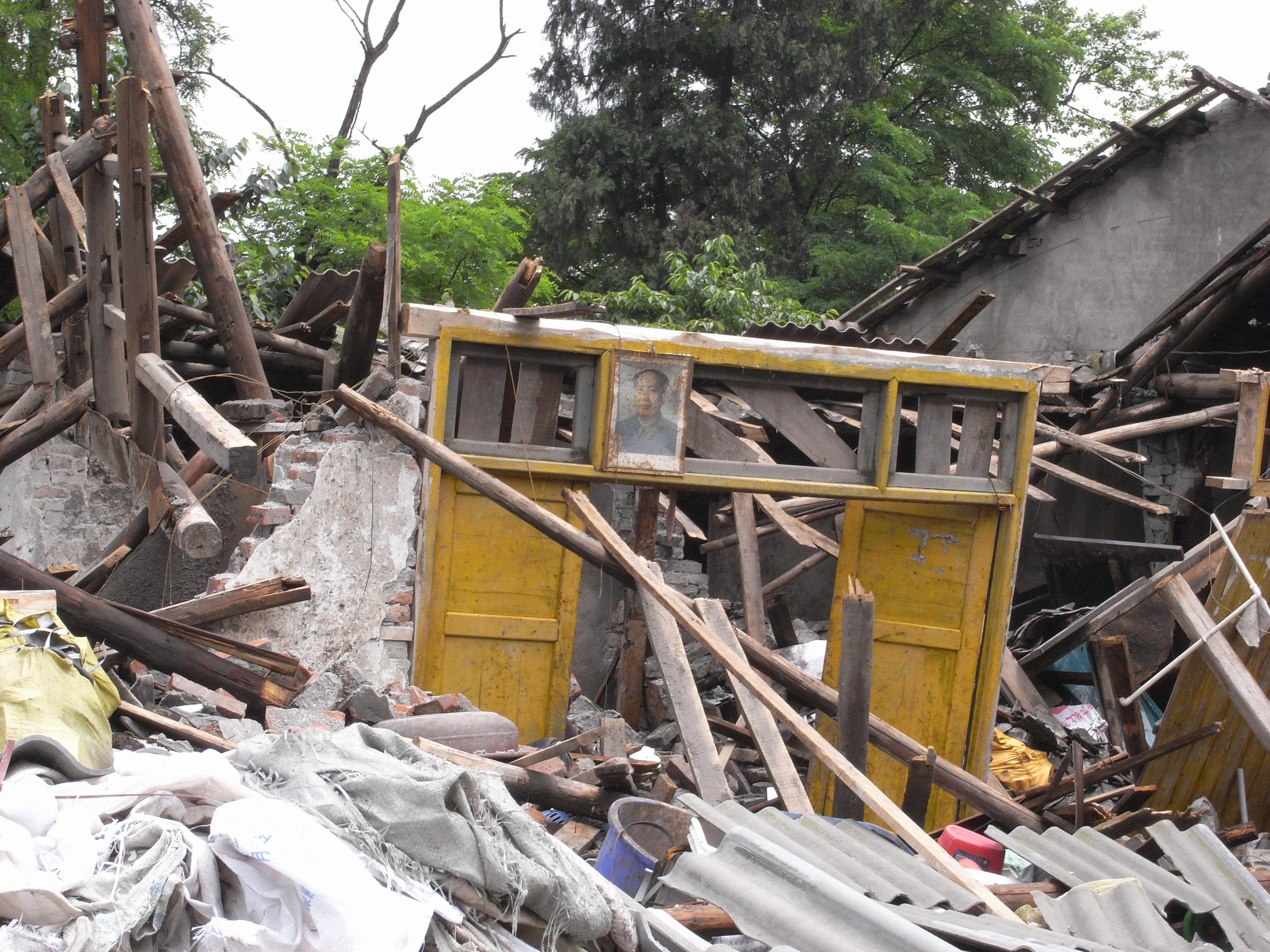
前往汶川的通道上，一間倒塌房屋

阿壩州汶川、理县、茂县灾情十分严重。震后交通、通信大面积中断，救援部队难以进入。汶川县城位于震中，伤亡十分惨重。

#### 汶川縣
位於震中的汶川县县城，當中房屋三分之一已倒塌，其余的房屋严重受损，映秀镇、漩口镇和卧龙镇等八个乡镇，基本被夷为平地。，威州、绵虒地区农民群众的房屋大部分倒塌，汶川县城部分房屋倒塌、大部分房屋出现险情，县城3万余人在避难场所不敢回家。水磨镇道路、桥梁基础设施严重破坏，山体滑坡、泥石流严重。通往汶川的公路被全部震断，交通瘫痪。。救援部队因此受阻无法及时进入，13日晚才有第一支救援队伍步行到达汶川县城。温家宝说，汶川县死亡13000多人。

#### 茂县
茂县农民群众房屋倒塌达70%－80%，80%无法居住，100%受损，交通中断十分严重，滞留游客上千人。地震造成该县30,000多人丧失家园。

### 绵阳市

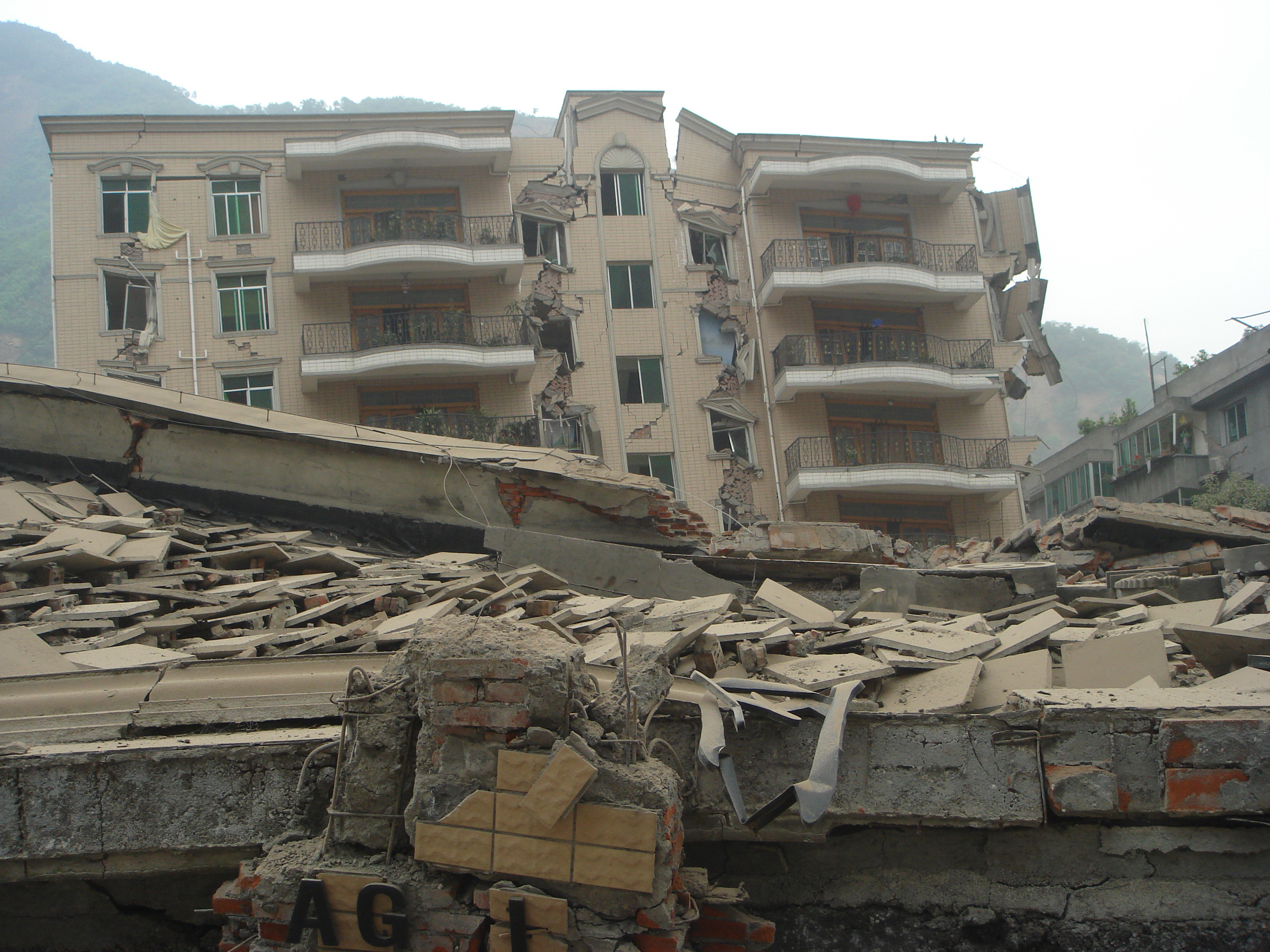
农业发展银行北川县支行办公楼（前）与宿舍（后），摄于绵阳市北川县，2008年5月17日，地震发生102小时后，救援人员从该废墟解救出一名女子，身体状况良好。

绵阳市位于成都市东北方100公里，5月14日確認死亡人數超過7395人，此外18700人仍遭活埋，尚有近60000人下落不明。當地的北川、平武、安县受灾特别重大，出现大面积山体滑坡，损失惨重。全市水电设施受损，通讯全部中断。农房、民房倒塌60%，山区倒房80%以上，总数约20万间。初步统计城区和重点城镇倒塌的房屋达到170多万平方米，道路水库桥梁隧道等这些基础设施损毁非常严重。汉旺镇大量民房倒塌，其中包括两所学校。一些楼房受降雨影响还在不断倒塌，大量车辆被砸毁。

#### 北川羌族自治县
縣城几乎被夷为平地。北川老县城80%、新县城60%以上建筑垮塌，县城周边山体滑坡，县城上游因山体滑坡形成围堰湖泊，对下游地域形成严重威胁；县城所属曲山镇共两万余人，其中城区内1万余人仅4000多人脱险(14日数据)，其余人员下落不明。县委大楼也不见踪影，6名副县长3人死亡，3人失踪。县医院160名医护人员仅存4人。北川中学1000余人被埋。北川中学六至七层高的主教学楼在地震中塌陷，教学楼内21个课室合共逾千人除个别逃生外，大部分被活埋。目前北川死亡人数已达8000多人。

#### 安县
安縣高川乡和千佛山区一带因地震大面积山体滑坡和民房垮塌，导致两万多人一度与外界的联系完全中断。睢水镇山体多次垮塌，导致约30多公里道路隔断。部分路面被山体滑坡掩埋。附近有两个水库出现裂缝，另有100辆运矿石的卡车和客车被埋。

### 德阳市

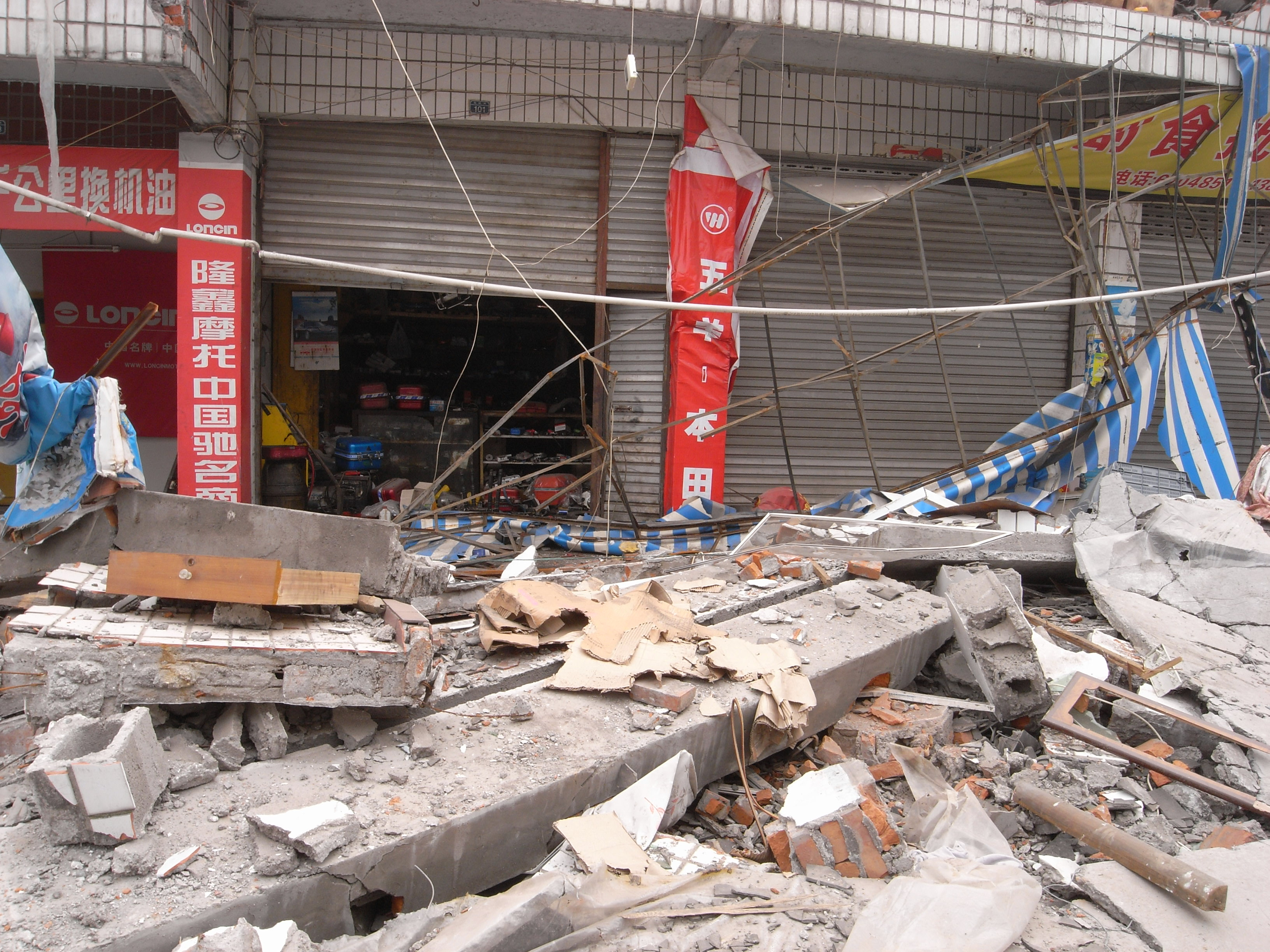
綿竹市遵道鎮大部分房間被毀

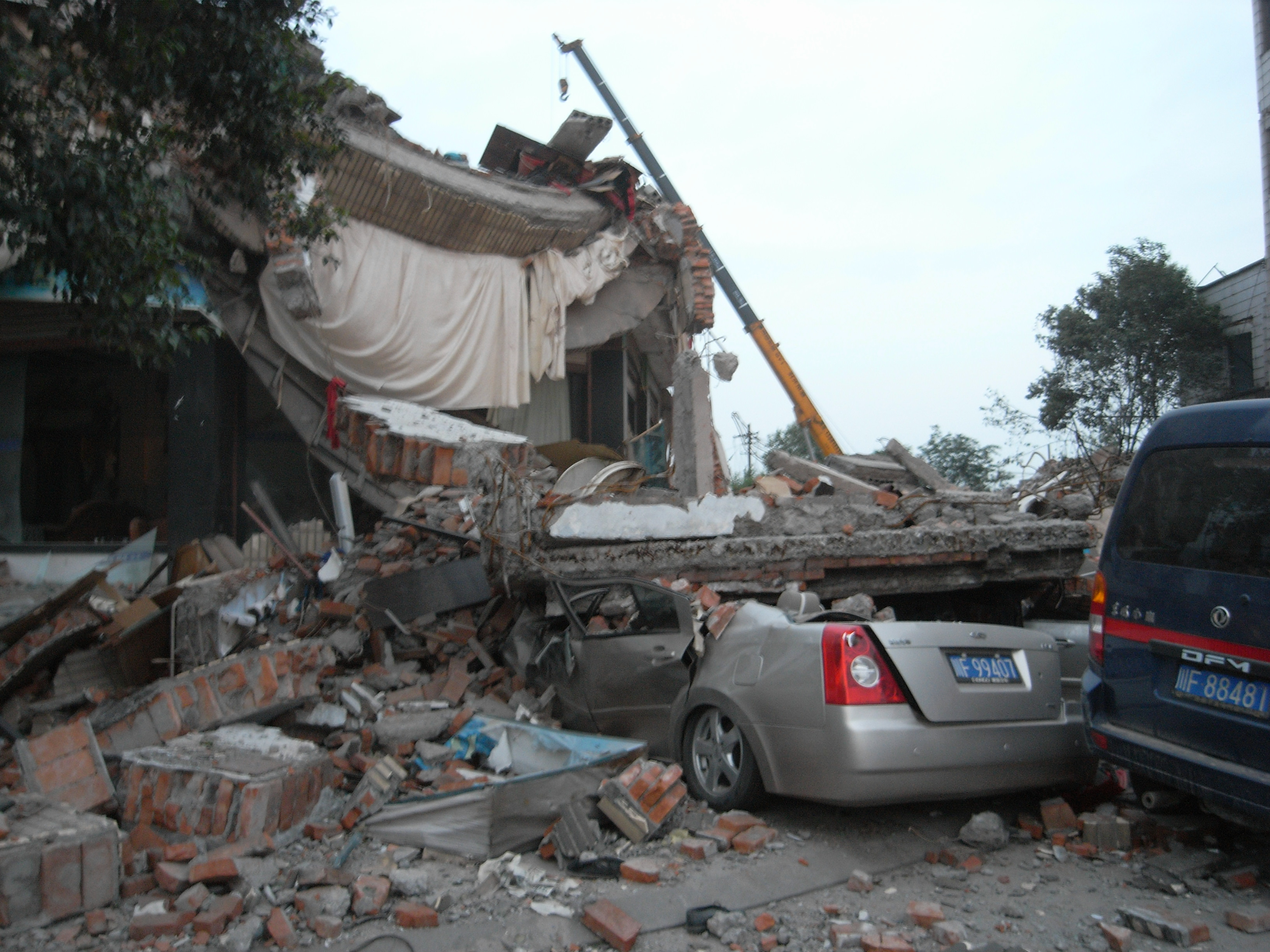
綿竹市漢旺鎮是另一重災區

德阳市震感强烈，人民生命财产遭受严重损失，绵竹、什邡受灾尤为严重。一重装龙头企业部分厂房垮塌，生产设备严重受损，遭到重创，一化工企业在地震时发生爆炸，不仅造成人员伤亡，而且也造成巨大经济损失。

#### 什邡市
什邡多处居民楼房、学校和企业厂区在震中坍塌，其中两个化工厂厂区，有数百人被埋，80余吨液氨泄漏。位于山区的蓥华、红白、八角、湔底、洛水等乡镇，受灾最为严重，通讯交通全部中断。什邡市共死亡3000多人，受伤30000余人，倒塌房屋325000间，经济损失超过10亿元。

#### 绵竹市
绵竹市包括两所幼儿园、漢旺鎮武都小學在内共七所学校倒塌，1700人被埋。全市70%农户房屋倒塌，受灾镇乡21个，受灾人数40多万人。其中位於綿竹市的漢旺鎮，城區逾九成房間倒榻，近山邊出現大面積榻方，東方汽輪機廠受到嚴重破壞，全市疏散，只餘下救援人員和少數居民留守。绵竹一地死亡人数已近7000，受伤逾30000。

### 广元市

#### 青川县
全县80%以上的房屋倒塌，部分的乡镇被移为平地，基础设施全面瘫痪，供电、供水、供气、供油道路交通通讯这些基础设施严重受到破坏。姚渡镇无可住人房屋，水、电、通信全部中断。縣內的木漁中學已確認遇難學生270人。青川县抗震救灾指挥部十八日晚间表示，青川灾区腹泻病人增多。

#### 劍閣縣
受地震波及，劍閣縣有16人死亡，5522人受傷，另外有68萬人牽涉受災。當地水、電、通訊設施一度中斷，房屋、基建設施遭嚴重破壞。

### 成都市

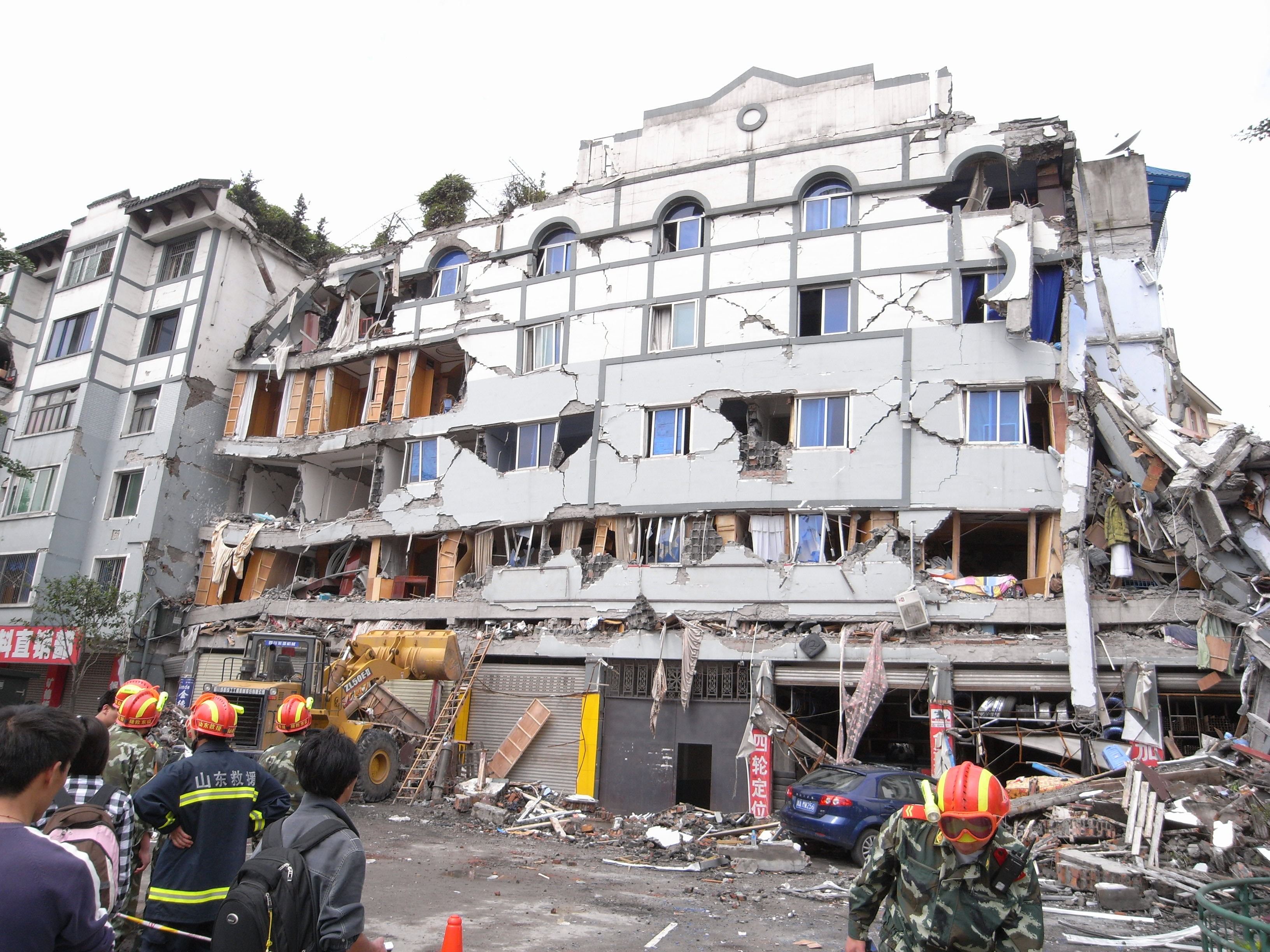
都江堰政府99年遷拆民居而建設的雲海汽修廠大樓，整個二樓被壓成一線狹縫，一名孕婦及一名老太太被困

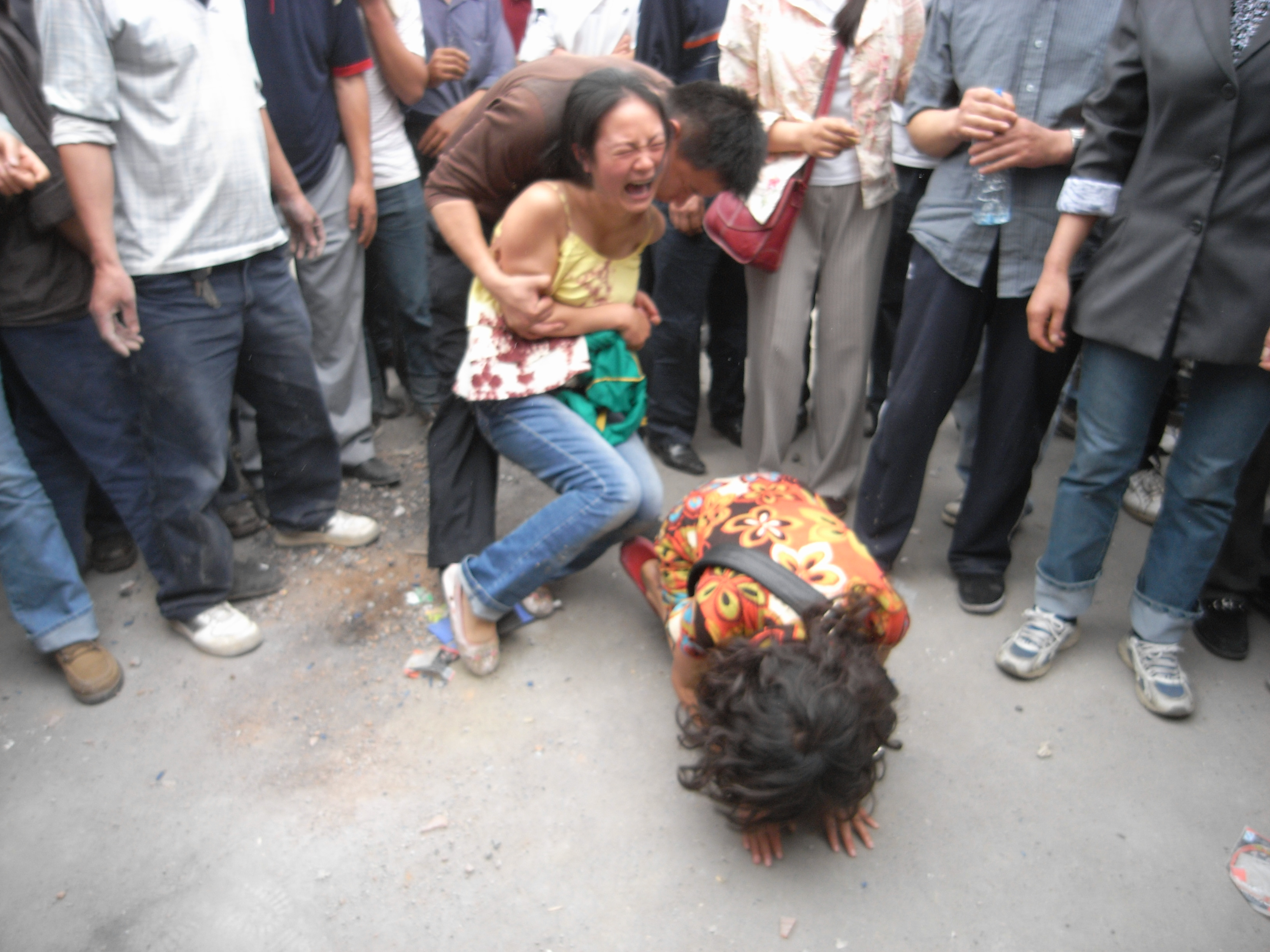
都江堰兩名女兒跪求消防人員拯救埋在瓦礫的父親，雖然她父親當時已無生命跡象

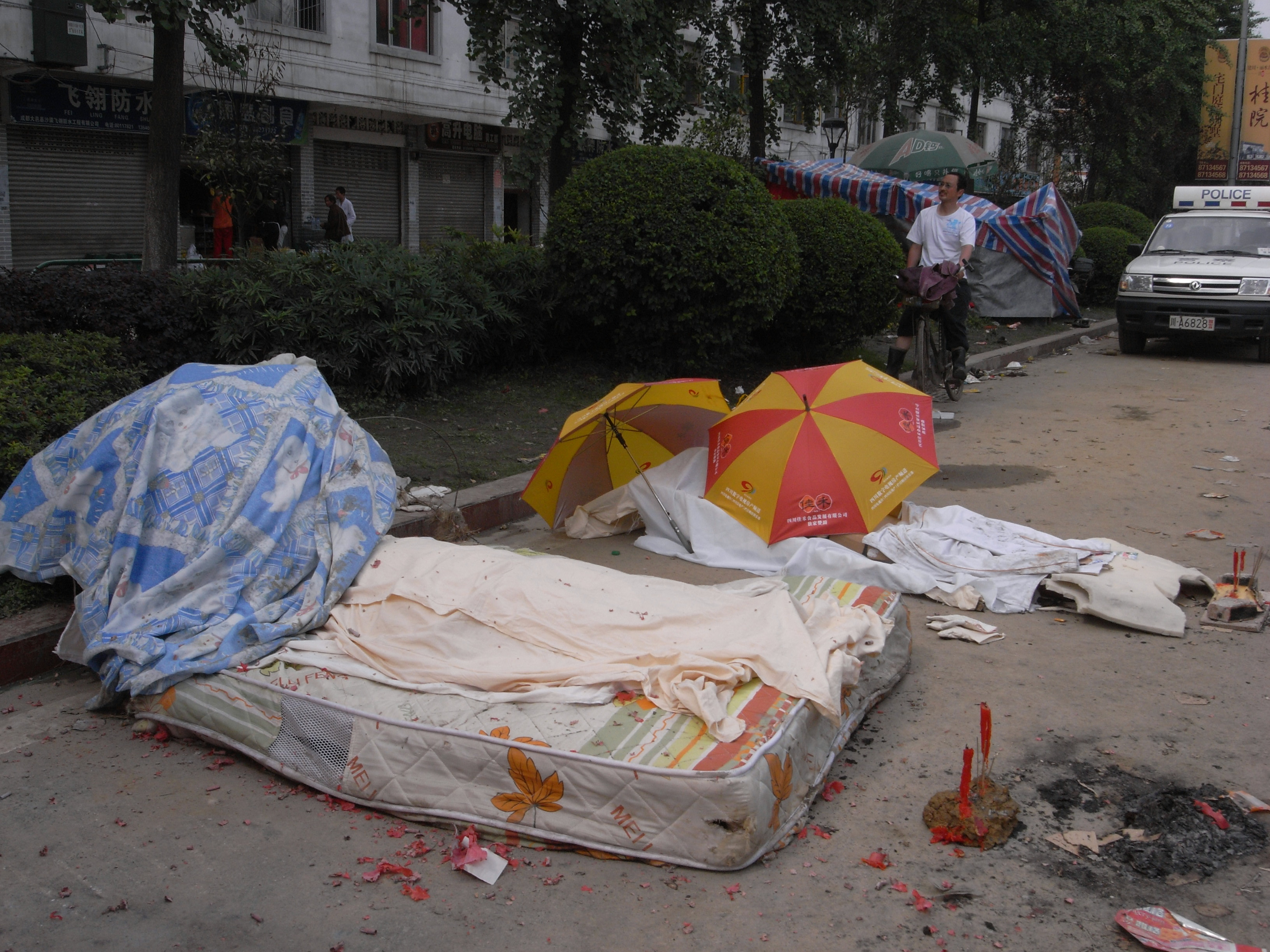
屍體太多，人員太少，剛發堀的屍體被放在都江堰的馬路上

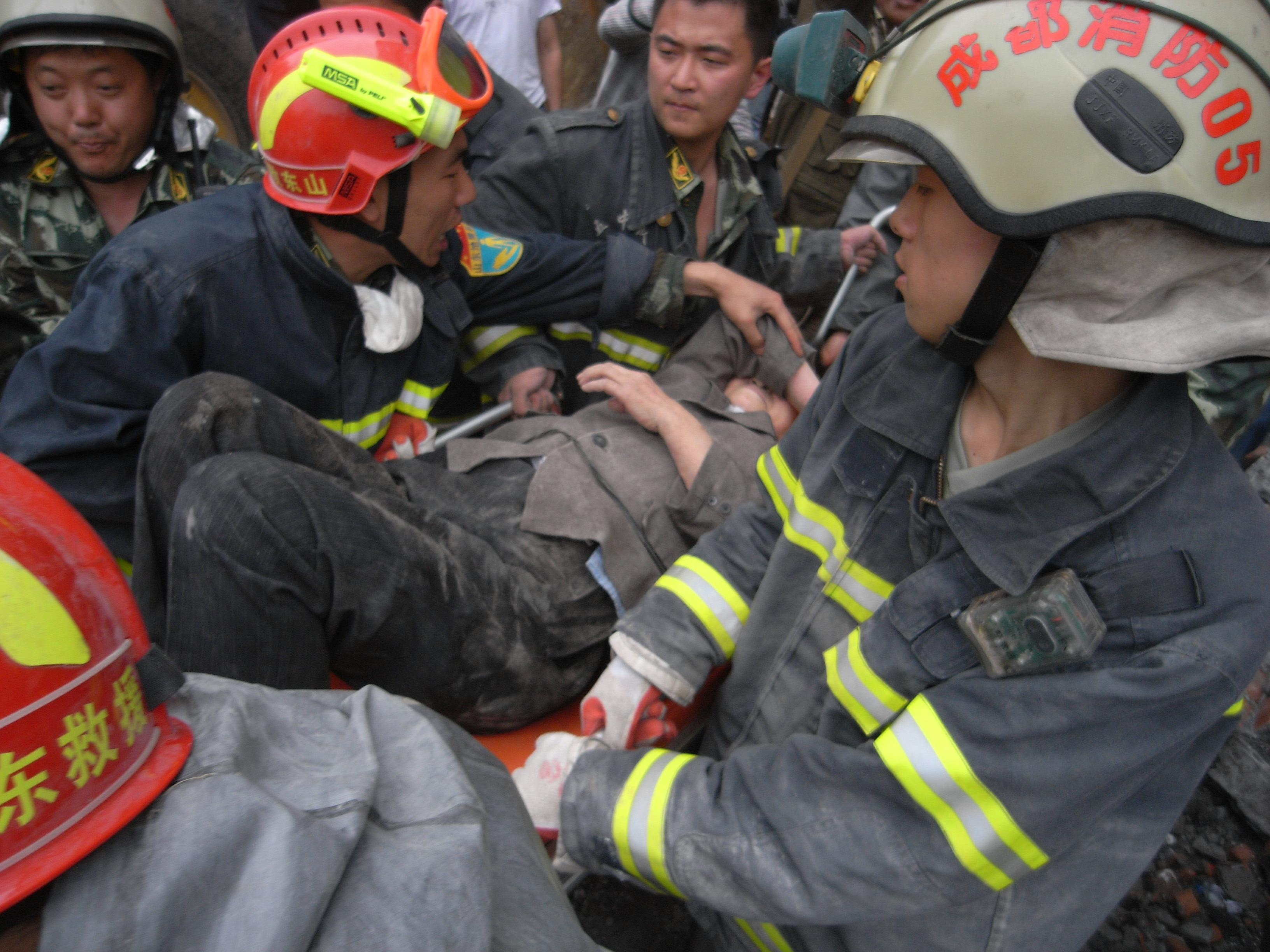
都江堰一名老婦被困50小時後，成功獲救

#### 都江堰市
民政部救災司司長5月14日指出都江堰市有63萬人口，災情使50萬人需於街頭露宿。基於家園盡毀，災民很可能要在臨時搭建的帳篷內居住上一、兩年。當地死亡人數已達1,000多人。當地的峨鄉中學之主教學樓倒塌，至13日，420多名學生僅不到100人獲救。 另一所聚源鎮中學的主教学楼垮塌，造成278名师生死亡。。紫坪鋪大壩面板出現裂縫。但范跑跑当时任教的光亚学校师生无一伤亡。

#### 彭州市
5月13日的報導，地震造成當地桥梁倒塌，10万居民被堵在山中，救灾人员和物资一度无法运入。

#### 邛崍市
5月12日，四川发生地震，成都邛崃有明显震感，多处房屋受害。一些学生受到惊吓。

#### 大邑县
大邑县紧接汶川，此次地震中，大邑县城内，有30%左右的房屋出现裂痕，并且几处房屋成为危房，有房屋坍塌，目前救援主要以自救为主此次地震中，有民众受伤，但具体数目不详。灾后各种物资不断的运往重灾区。从桑园机场运来很多伤员住进各医院救治.大批民众在路边搭帐篷居住。民众日常生产，生活用品的物价也有小幅上升。

## 甘肅省
鄰近四川北面的甘肅省，截至5月15日中午，已有365人死亡，22人失蹤，7000多人受傷，另有114.2萬多人被緊急轉移安置。受災較嚴重的隴南市，有330人遇難，5380多人受傷。省內將近六萬間房屋塌下，1763間學校以及文物22處、632件遭受損毀，同時有28214多頭牲口死去。此外，部分災區因電力、網絡的破壞，手機、固網電話等通訊設備仍然中斷，同時供水、水利、煤礦事業亦遭到影響。

## 陝西省
陝西處於四川東北部，是次地震境內十多個市均出現震感，當中漢中、寶雞、安康有強烈震感。截至5月15日14時，當地受災死亡人數達到108人，1897人受傷，900萬人被緊急轉移。略陽縣受影響下，該縣有10人死亡，縣城房屋有95%已無法居住，有約8萬居民需於街頭露宿，另外3萬人無家可歸，政府已設置了帳篷安排臨時居所
。
陝西當地直接經濟損失已超過22億元人民幣，此外，省內有9萬餘間房屋倒塌，受損的亦有超過43萬餘間。各種公共基建如交通、水利、電力、通訊、廣電等受到不同程度的破壞，當地的農業、工業皆遭受損失。

## 重慶市
截至5月15日，四川東面的重慶市有14人死亡。市內合共213萬人受地震影響，有300多間房屋倒塌，受損過千，19座水庫由於部分地段坍塌或受地震波所影響，拉裂了渠道而出現險情。同時，市內主城區的長江大橋出現裂縫。13日，梁平县文化镇小学教学楼校舍被地震破坏至倒塌，导致5人死亡，36人受伤
受地震影响，重庆市北碚、垫江、奉节、南川、巴南、万州、涪陵七个区县共19座水库，131口山平塘出险，73处供水工程和70.3公里供水管道出现不同程度损毁。

## 其他地區
北京多個商廈內的物件均有搖晃，因而立即進行疏散。
上海金茂大廈等办公楼在上班時間因為此次地震時間進行疏散。
受地震波及，云南省113所学校受损，新增危房26,709平方米。